# Apia (cráter)
Apia es un cráter de impacto del planeta Marte situado a -37.6° Norte y 88.9° Oeste (-37.3° Norte y 290.4° Este). El impacto causó una abertura de 10.5 kilómetros de diámetro en la superficie del cuadrángulo MC-28 del planeta. El nombre fue aprobado en 1991 por la Unión Astronómica Internacional en honor a la ciudad de Apia, capital de (Samoa).